# Francesco Mulè
Francesco Mulè (Roma, 3 dicembre 1926 – Roma, 4 novembre 1984) è stato un attore e doppiatore italiano.

## Biografia
Era figlio del compositore siciliano Giuseppe Mulè e del soprano Lea Tumbarello. Dopo aver frequentato l'Accademia nazionale d'arte drammatica, venne notato da Renzo Ricci, che lo scelse per un piccolo ruolo nell'Antonio e Cleopatra.
Ha partecipato, quasi sempre come caratterista, a numerosi film commedia, prevalentemente fra gli anni cinquanta e gli anni sessanta. Ha tra l'altro interpretato il fotoromanzo Aiutami, signore! con Olga Solbelli e Gaetano Quartararo ("Super Costa Azzurra" n.26, febbraio 1964).
Fu per diversi anni protagonista del Carosello della Birra Peroni insieme a Solvi Stübing. Alla carriera di attore ha affiancato quella di doppiatore: la sua voce è rimasta legata al personaggio dell'Orso Yoghi, da lui caratterizzato. 
Alla radio per due volte fu il padrone di casa di "Voi ed Io" lo storico programma d'intrattenimento radiofonico del mattino sul Programma Nazionale Radiorai tutti i giorni dal lunedì al sabato dalle 9 alle 11,30 nel luglio 1974 e nel settembre 1975 dalle 9 alle 11,10. Nel dicembre 1975 sostitui Paolo Ferrari alla conduzione della trasmissione mattutina "Tutti insieme alla radio" (riusciranno i nostri ascoltatori a farvi divertire per un'intera mattinata?) sul Secondo Programma (poi Radiodue) Radiorai tutti i giorni dal lunedì al venerdì dalle 10,35 alle 12,10 fino al 23 aprile 1976 riscuotendo un gran successo d'ascolto.

Francesco Mulè con Marisa Fabbri nella commedia Acqua e chiacchiere Rai TV (1963)

Morì il 4 novembre 1984, a 57 anni, in un ospedale romano, dove era stato ricoverato qualche tempo prima per una grave malattia.

## Filmografia

### Cinema

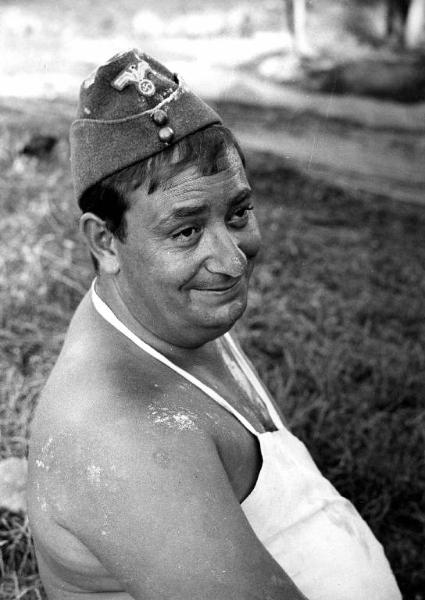
Francesco Mulè in una scena del film Il carro armato dell'8 settembre (1960)

- Il sole negli occhi, regia di Antonio Pietrangeli (1953)
- La passeggiata, regia di Renato Rascel (1953)
- Lo scapolo, regia di Antonio Pietrangeli (1955)
- Souvenir d'Italie, regia di Antonio Pietrangeli (1957)
- Camping, regia di Franco Zeffirelli (1957)
- Susanna tutta panna, regia di Steno (1957)
- Femmine tre volte, regia di Steno (1957)
- Totò nella luna, regia di Steno (1958)
- Racconti d'estate, regia di Gianni Franciolini (1958)
- L'amico del giaguaro, regia di Giuseppe Bennati (1959)
- Totò, Eva e il pennello proibito, regia di Steno (1959)
- Il carro armato dell'8 settembre, regia di Gianni Puccini (1960)
- Totò, Peppino e... la dolce vita, regia di Sergio Corbucci (1961)
- Sua Eccellenza si fermò a mangiare, regia di Mario Mattoli (1961)
- La ragazza di mille mesi, regia di Steno (1961)
- Psycosissimo, regia di Steno (1961)
- I Don Giovanni della Costa Azzurra, regia di Vittorio Sala (1962)
- Il giorno più corto, regia di Sergio Corbucci (1962)
- Cronache del '22, regia di Guidarino Guidi (1962)
- Appuntamento in Riviera, regia di Mario Mattoli (1962)
- Follie d'estate, regia di Edoardo Anton (1963)
- I quattro moschettieri, regia di Carlo Ludovico Bragaglia (1963)
- Adultero lui, adultera lei, regia di Raffaello Matarazzo (1963)
- Le voci bianche, regia di Massimo Franciosa (1964)
- Il treno del sabato, regia di Vittorio Sala (1964)
- Cadavere per signora, regia di Mario Mattoli (1964)
- I marziani hanno 12 mani, regia di Castellano e Pipolo (1964)
- Il gaucho, regia di Dino Risi (1964)
- Una vergine per il principe, regia di Pasquale Festa Campanile (1965)
- Gli amanti latini, regia di Mario Costa (1965)
- Le spie vengono dal semifreddo, regia di Mario Bava (1966)
- Mano di velluto, regia di Ettore Fecchi (1966)
- A.D3 operazione squalo bianco, regia di Filippo Walter Ratti (1966)
- Spiaggia libera, regia di Marino Girolami (1966)
- Ric e Gian alla conquista del West, regia di Osvaldo Civirani (1967)
- La cintura di castità, regia di Pasquale Festa Campanile (1967)
- La più bella coppia del mondo, regia di Camillo Mastrocinque (1967)
- Come rubare un quintale di diamanti in Russia, regia di Guido Malatesta (1967)
- Il marito è mio e l'ammazzo quando mi pare, regia di Pasquale Festa Campanile (1968)
- Colpo grosso alla napoletana (The Biggest Bundle of Them All), regia di Ken Annakin (1968)
- Il castello di carte (House of Cards), regia di John Guillermin (1968)
- Vacanze sulla Costa Smeralda, regia di Ruggero Deodato (1968)
- Diabolik, regia di Mario Bava (1968)
- Il segreto di Santa Vittoria (The Secret of Santa Vittoria), regia di Stanley Kramer (1969)
- Il terribile ispettore, regia di Mario Amendola (1969)
- Pensiero d'amore, regia di Mario Amendola (1969)
- Pensando a te, regia di Aldo Grimaldi (1969)
- Certo, certissimo, anzi... probabile, regia di Marcello Fondato (1969)
- Storia di una donna, regia di Leonardo Bercovici (1970)
- Quando le donne avevano la coda, regia di Pasquale Festa Campanile (1970)
- Nel giorno del Signore, regia di Bruno Corbucci (1970)
- Lacrime d'amore, regia di Mario Amendola (1970)
- Il divorzio, regia di Romolo Guerrieri (1970)
- Riuscirà l'avvocato Franco Benenato a sconfiggere il suo acerrimo nemico il pretore Ciccio De Ingras?, regia di Mino Guerrini (1971)
- Quando le donne persero la coda, regia di Pasquale Festa Campanile (1971)
- Riuscirà il nostro eroe a ritrovare il più grande diamante del mondo?, regia di Guido Malatesta (1971)
- Causa di divorzio, regia di Marcello Fondato (1972)
- Meo Patacca, regia di Marcello Ciorciolini (1972)
- 4 caporali e ½ e un colonnello tutto d'un pezzo, regia di Bitto Albertini (1973)
- Il lumacone, regia di Paolo Cavara (1974)
- L'infermiera... di mio padre, regia di Mario Bianchi (1975)
- Calore in provincia, regia di Roberto Montero (1975)
- La poliziotta fa carriera, regia di Michele Massimo Tarantini (1976)
- Voto di castità, regia di Joe D'Amato (1976)
- Gli uccisori, regia di Fabrizio Taglioni (1976)
- Il pomicione, regia di Roberto Montero (1976)
- Orazi e Curiazi 3 - 2, regia di Giorgio Mariuzzo (1977)
- Kakkientruppen, regia di Franco Martinelli (1977)
- Malabestia, regia di Leonida Leoncini (1978)
- La supplente va in città, regia di Vittorio De Sisti (1979)

### Televisione
- Miniserie: La sciarpa, di Guglielmo Morandi 1963.
- Varietà: Biblioteca di Studio Uno: I tre moschettieri (Rai, 1964), nel ruolo del Conte di Jussac, il capo delle guardie.
- Varietà: Za-bum (Rai, 1964), di Mario Mattoli, con Antonella Steni ed Elio Pandolfi.
- Sceneggiato: La donna di fiori (Rai, 1965), nel ruolo di Kid Lucciola.
- Telefilm: Operazione ladro (It Takes a Thief, 1969/70, 3 episodi nel ruolo di Funello)
- Giallo Club.
- Gli eroi di cartone dal 1971 al 1972 come conduttore.
- Carosello per Birra Peroni dal 1968 al 1973

## Teatro
- Rivista: Senza rete (1954)
- Processo a Gesù, dramma di Diego Fabbri, regia di Orazio Costa (1955)
- Rivista: Io e la margherita (1960)
- Il tiranno, commedia musicale di Giulio Scarnicci e Renzo Tarabusi (1961)
- Venti zecchini d'oro di Pasquale Festa Campanile e Luigi Magni, regia di Franco Zeffirelli (1968)

## Prosa televisiva Rai
- La vedovella, commedia di Dino Terra, regia di Daniele D'Anza, trasmessa il 16 aprile 1956
- I fiordalisi d'oro di Giovacchino Forzano, regia di Guglielmo Morandi, trasmessa il 2 maggio 1958.
- Questa mia donna, di Mario Federici, regia di Mario Ferrero (1958)
- Da giovedì a giovedì, commedia di Aldo De Benedetti, regia di Guglielmo Morandi, trasmessa 3 marzo 1959
- Dobbiamo uccidere Tony, di Jan Stuart Black, regia di Guglielmo Morandi, trasmessa il 21 agosto 1959.
- L'affare Kubinsky di László Fodor e László Lakatos, regia di Giuseppe Di Martino, trasmessa il 3 febbraio 1967.
- Anfitrione di Plauto, regia di Vittorio Sindoni, trasmessa il 18 luglio 1975.
- La visita della vecchia signora di Friedrich Dürrenmatt, regia di Mario Landi, trasmessa il 30 novembre del 1973.

## Prosa radiofonica Rai
- Cara delinquente di Jack Popplewell, regia di Guglielmo Morandi, trasmessa il 19 novembre 1959.

## Doppiaggio

### Cinema
- Jack Weston in Il caso Thomas Crown
- Jules Munshin in 10.000 camere da letto
- Jean Servais in Meglio vedova
- Martin Held in L'amore attraverso i secoli
- Alberto Plebani in Colpo di stato

### Cartoni animati
- Orso Yoghi in Yogi, Cindy e Bubu, Braccobaldo Show e L'orso Yoghi (doppiaggio storico 1964)